# Miss Belgique
Pour les articles homonymes, voir Miss.
Miss Belgique (néerlandais : Miss België) est un concours de beauté, organisé depuis 1928 pour désigner la représentante de la Belgique. Le comité a été présidé par Cécile Muller de 1969 à 2005, et depuis 2005 par Darline Devos.
Depuis 1969, les gagnantes sont envoyées aux concours de Miss Univers et Miss Monde.
De 1991 à 2008, Ignace Crombé a créé un concours parallèle, nommé Miss Belgian Beauty (nl), plus populaire en Flandre qu'en Wallonie,.
Ces dernières années[évasif], le concours est en perte de vitesse et souvent moqué, principalement du côté francophone. De plus, de nombreuses accusations de truquages ont été faites à l'encontre du concours, critiquant notamment son organisation, la répartition des points et sa présidente Darline Devos,.

## Conditions de participation
Il faut être :
- De nationalité belge ;
- Célibataire et sans enfant(s) ;
- Âgée d'au moins 17 ans et au maximum de 25 ans

## Lauréates

### De 1928 à 1939
| Année | Miss Belgique                 | Province  | Age | Domicile             | Notes                                  |
| ----- | ----------------------------- | --------- | --- | -------------------- | -------------------------------------- |
| 1928  | Gina Koyaert                  |           | |                      |                                        |
| 1929  | Jenny Vanparays               | Bruxelles | Candidate au concours Miss Europe 1930                                                                                            |                      |                                        |
| 1930  | Netta Duchâteau (°1910-†1994) | Namur     | Gagnante du titre "Miss Univers 1931" au concours The International Pageant of Pulchritude Candidate au concours Miss Europe 1931 |                      |                                        |
| 1931  | Suzanne Daudin                |           | Candidate au concours Miss Europe 1932                                                                                            |                      |                                        |
| 1932  | Simone Eraerts (°1911-†?)     | Bruxelles | 21 ans | Molenbeek-Saint-Jean | Candidate au concours Miss Europe 1933 |
| 1933  | Georgette Casteels            | Bruxelles | 18 ans | Anderlecht           |                                        |
| 1934  | Josée Mondelaers              |           | Gagnante du titre "Miss Univers 1934" au concours The International Pageant of Pulchritude                                        |                      |                                        |
| 1935  | Cristina Faolo                |           | |                      |                                        |
| 1936  | Annie Maray                   | Limbourg  | |                      |                                        |
| 1937  | Josée Decœur                  | Limbourg  | 18 ans |                      | 1re dauphine de Miss Europe 1937       |
| 1938  | Magerit Cameron               |           | |                      |                                        |
| 1939  | Gilberte de Somme             | Namur     | |                      |                                        |

### De 1945 à 1968
| Année     | Miss Belgique              | Province          | Notes |
| --------- | -------------------------- | ----------------- | --- |
| 1945-1946 | Nelly Hermanus             | Bruxelles         | |
| 1947      | Yvette Draux (°1930-†1949) | Luxembourg        | Miss Europe 1947 |
| 1948      | Lucienne Van De Weghe      | Bruxelles         | Lucienne Van De Weghe, été élue Miss Schaerbeek, Miss Bruxelles et Miss Brabant.                                            |
| 1949      | Andréa Bouillon            |                   | Candidate au concours Miss Europe 1949 Candidate à Miss Europe 1950                                                         |
| 1950      | Nicole Poncelet            | Luxembourg        | |
| 1951      | Lucienne Zadworny          |                   | |
| 1952      | Anne-Marie Pauwels         |                   | Candidate au concours Miss Monde 1952 (disqualifiée) Candidate à Miss Europe 1952                                           |
| 1953      | Elyane Cortois             | Bruxelles         | Demi-finaliste au concours Miss Univers 1953 Demi-finaliste à Miss Europe 1953                                              |
| 1954      | Nelly Elvire Dehem         |                   | |
| 1955      | Rosette Ghislain           | Hainaut           | Miss La Louvière 1955 |
| 1956      | Madeleine Hotelet          |                   | |
| 1957      | Jeanine Chandelle          |                   | |
| 1958      | Michèle Goethals           |                   | |
| 1959      | Diane Hidalgo              |                   | |
| 1960      | Huberte Box                |                   | |
| 1961      | Jacqueline Oroi            |                   | Demi-finaliste au concours Miss Monde 1961                                                                                  |
| 1962      | Christine Delit,           |                   | 6e dauphine au concours Miss Univers 1962                                                                                   |
| 1963      | Irène Godin (°?-†2020)     | Luxembourg        | |
| 1964      | Danièle Defrère            |                   | |
| 1965      | Lucy Nossent               | Liège             | |
| 1966      | Mireille De Man            | Flandre-Orientale | Mireille De Man a été élue Miss Middelkerke 1965. Elle est la première néerlandophone à remporte le titre de Miss Belgique. |
| 1967      | Mauricette Sironval        | Liège             | |
| 1968      | Sonja Doumen               | Limbourg          | |

### Depuis 1969
| Année | Miss Belgique               | Province            | Notes |
| ----- | --------------------------- | ------------------- | --- |
| 1969  | Maud Alin                   | Hainaut             | Gagnante du "Friendship Award" à Miss Monde |
| 1970  | Francine Martin             | Liège               | Gagnante à Miss Bénelux |
| 1971  | Martine De Hert             | Anvers              | |
| 1972  | Anne-Marie Roger            | Bruxelles           | Demi-finaliste et gagnante "Miss Photogenic Award" à Miss Univers |
| 1973  | Christiane De Visch         | Anvers              | Troisième dauphine à Miss Europe |
| 1974  | Anne-Marie Sikorski         | Liège               | |
| 1975  | Christine Delmelle          | Liège               | |
| 1976  | Yvette Aelbrecht            | Bruxelles           | |
| 1977  | Claudine Vasseur            | Bruxelles           | La même année, Françoise Moens, représentante de la Belgique à l'International se classe 5e dauphine à l’élection de Miss Univers 1978.                                                                                          |
| 1978  | Maggy Moreau                | Bruxelles           | |
| 1979  | Christine Cailliau          | Liège               | Première dauphine à Miss Europe 1980 |
| 1980  | Brigitte Billen             | Limbourg            | |
| 1981  | Dominique Van Eeckhoudt     | Bruxelles           | Gagnante du titre "Miss United Nations", quatrième dauphine à Miss Univers, Demi-finaliste à Miss Monde et Miss International, Gagnante du "Best National Costume Award" à Miss International                                    |
| 1982  | Marie-Pierre Lemaître       | Bruxelles           | |
| 1983  | Francoise Bostoen           | Flandre-Occidentale | Demi-finaliste à Miss Monde Troisième dauphine à Miss Europe 1984 |
| 1984  | Brigitte Muyshondt          | Anvers              | Deuxième dauphine à Miss International 1978 |
| 1985  | An Van Den Broeck           | Anvers              | |
| 1986  | Goedele Liekens             | Brabant flamand     | |
| 1987  | Lynn Wesenbeek              | Anvers              | |
| 1988  | Daisy Van Cauwenbergh       | Anvers              | |
| 1989  | Anne De Baetzelier          | Brabant flamand     | |
| 1990  | Katia Alens                 | Anvers              | Demi-finaliste à Miss International |
| 1991  | Anke Van dermeersch         | Anvers              | Finaliste à Miss Univers 1992 |
| 1992  | Sandra Joine                | Anvers              | |
| 1993  | Stephanie Meire             | Flandre-Occidentale | |
| 1994  | Ilse De Meulemeester        | Brabant flamand     | Demi-finaliste à Miss Monde |
| 1995  | Véronique De Kock           | Anvers              | Elle obtient la 13e place au concours Miss Monde Elle se classe à la 14e place au concours Miss Univers |
| 1996  | Laurence Borremans          | Brabant wallon      | Demi-finaliste à Miss Monde |
| 1997  | Sandrine Corman             | Liège               | |
| 1998  | Tanja Dexters               | Anvers              | |
| 1999  | Brigitta Callens            | Anvers              | |
| 2000  | Joke Van de Velde           | Flandre-Orientale   | |
| 2001  | Dina Tersago                | Anvers              | |
| 2002  | Ann Van Elsen               | Anvers              | Ann Van Elsen refuse de participer à l'élection Miss Monde 2002 pour protester contre la condamnation à mort par lapidation d'une citoyenne nigériane Amina Lawal. Elle a été remplacée par sa première dauphine, Sylvie Doclot. |
| 2003  | Julie Taton                 | Namur               | |
| 2004  | Ellen Petri                 | Anvers              | Gagnante du "Designer Dress Award" et du "Miss Cyber Press Award" à Miss Monde. |
| 2005  | Tatiana Silva Braga Tavares | Bruxelles           | Tatiana Silva ne parvient pas à se classer lors des concours internationaux miss Europe, miss Univers et miss Monde |
| 2006  | Virginie Claes              | Limbourg            | |
| 2007  | Annelien Coorevits          | Flandre-Occidentale | La même année, Annelien Coorevits est remplacée par sa première daupine, Halima Chehaima à l’élection de Miss Monde 2007 et de Miss International Tourism 2007.                                                                  |
| 2008  | Alizée Poulicek             | Liège               | Gagnante du titre "Face of the universe" et a obtenu la deuxième place au titre de "Miss Photogenic" à Miss Univers |
| 2009  | Zeynep Sever                | Bruxelles           | Gagnante du titre "Face of Europe" par le jury de Globalbeauties. Finaliste de Miss Univers (11e dauphine) |
| 2010  | Cilou Annys                 | Flandre-Occidentale | Top 15 à Miss Univers |
| 2011  | Justine de Jonckheere       | Flandre-Occidentale | |
| 2012  | Laura Beyne                 | Bruxelles           | Première dauphine de Miss Bruxelles |
| 2013  | Noémie Happart              | Liège               | Top 20 à Miss Monde 2013 |
| 2014  | Laurence Langen             | Limbourg            | Deuxième dauphine de Miss Limbourg La même année, Laurence Langen est remplacée par sa première daupine, Anissa Blondin à l’élection de Miss Monde 2014 et de Miss Univers 2014.                                                 |
| 2015  | Annelies Törös              | Anvers              | Gagnante du titre Miss Anvers 2015. Gagnante du titre Miss Univers-Belgique 2015. Top 15 à Miss Univers 2015 |
| 2016  | Lenty Frans                 | Anvers              | Gagnante du titre Miss Anvers 2016. Top 11 à Miss Monde 2016. Gagnante du titre de Miss World Europe 2016. |
| 2017  | Romanie Schotte             | Flandre-Occidentale | |
| 2018  | Angeline Flor Pua           | Anvers              | Miss Philippines Europe 2016 Top 30 à Miss Monde 2018. |
| 2019  | Elena Castro Suarez         | Anvers              | |
| 2020  | Céline Van Ouytsel          | Anvers              | Gagnante du titre "Miss Réseaux Sociaux" pendant la soirée de l'élection de Miss Belgique 2020. |
| 2021  | Kedist Deltour              | Flandre-Orientale   | Née en Éthiopie, issue d'une famille adoptive. |
| 2022  | Chayenne Van Aarle          | Anvers              | |
| 2023  | Emilie Vansteenkiste        | Brabant flamand     | |
| 2024  | Kenza Ameloot               | Flandre-Orientale   | Ameloot a des racines rwandaises.- Trilingue |
| 2025  | Karen Jansen                | Limbourg            | Karen Jansen participe pour la deuxième fois au concours. Top 40 à Miss Monde 2025 |

## Galerie

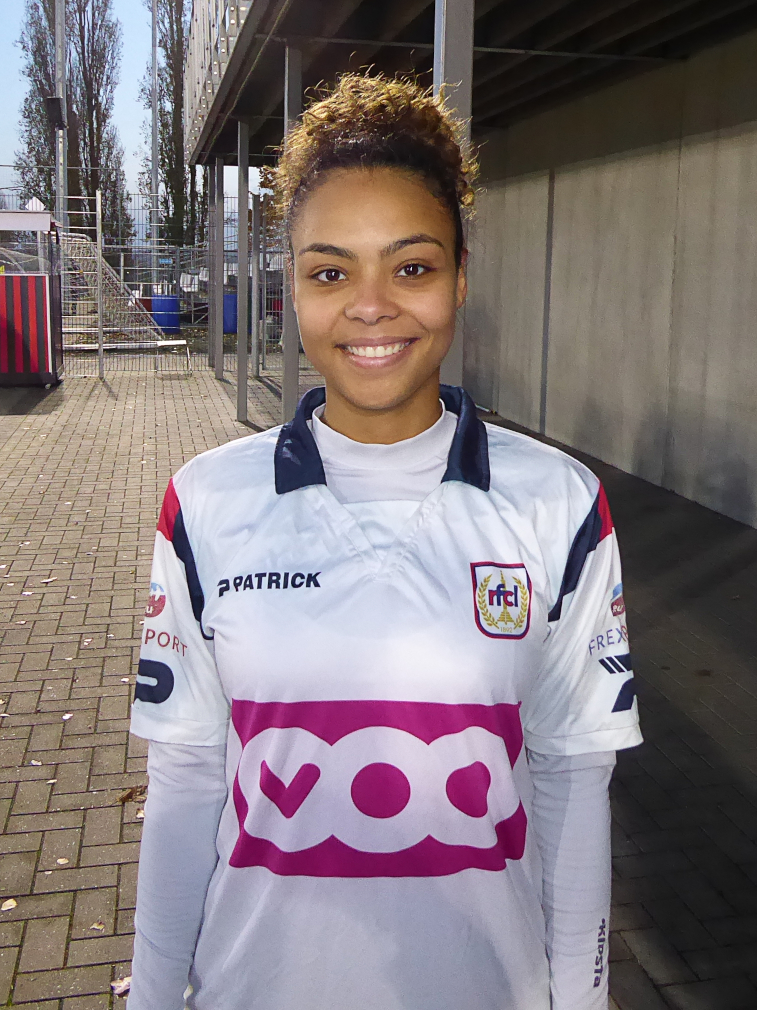
Cécile Deltour, troisième dauphine de Miss Belgique 2023.
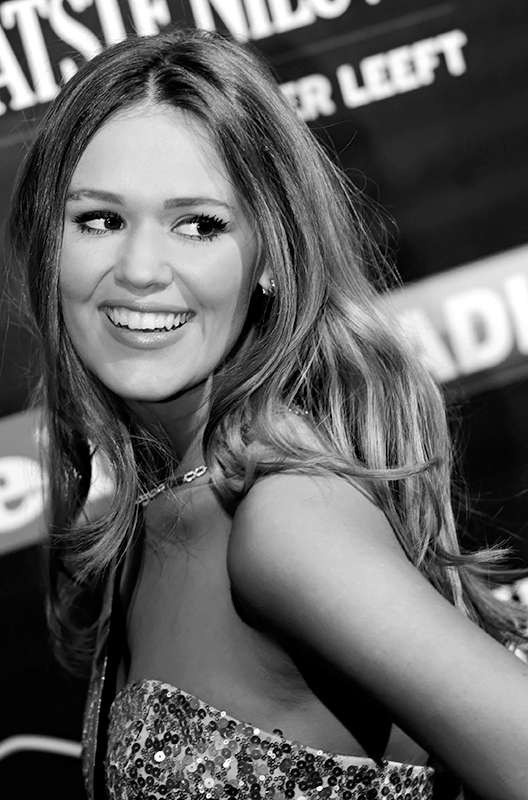
Annelies Törös, Miss Belgique 2015.
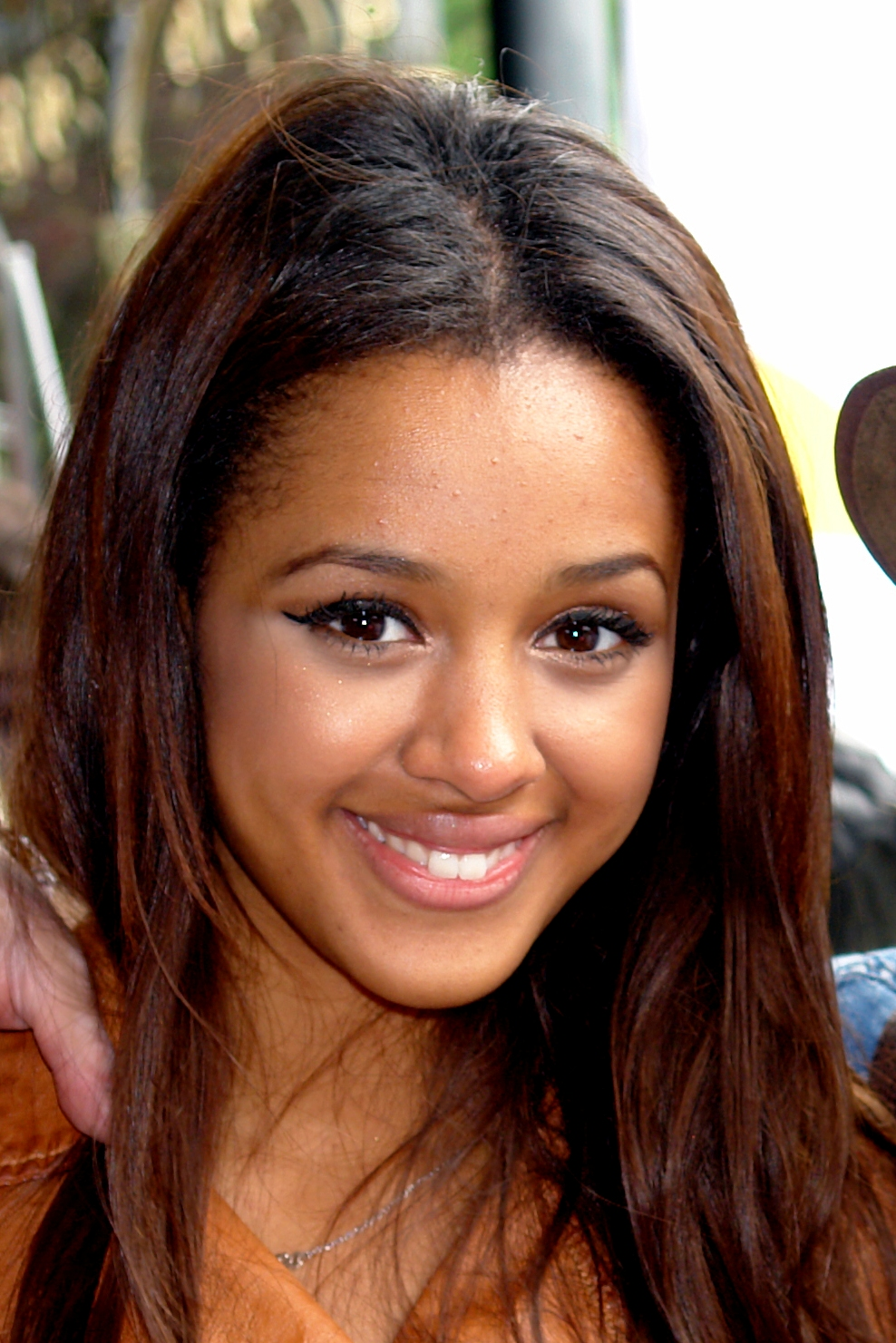
Laura Beyne, Miss Belgique 2012.
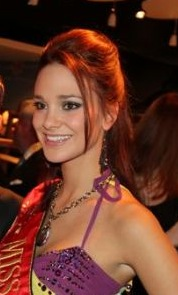
Cilou Annys, Miss Belgique 2010.
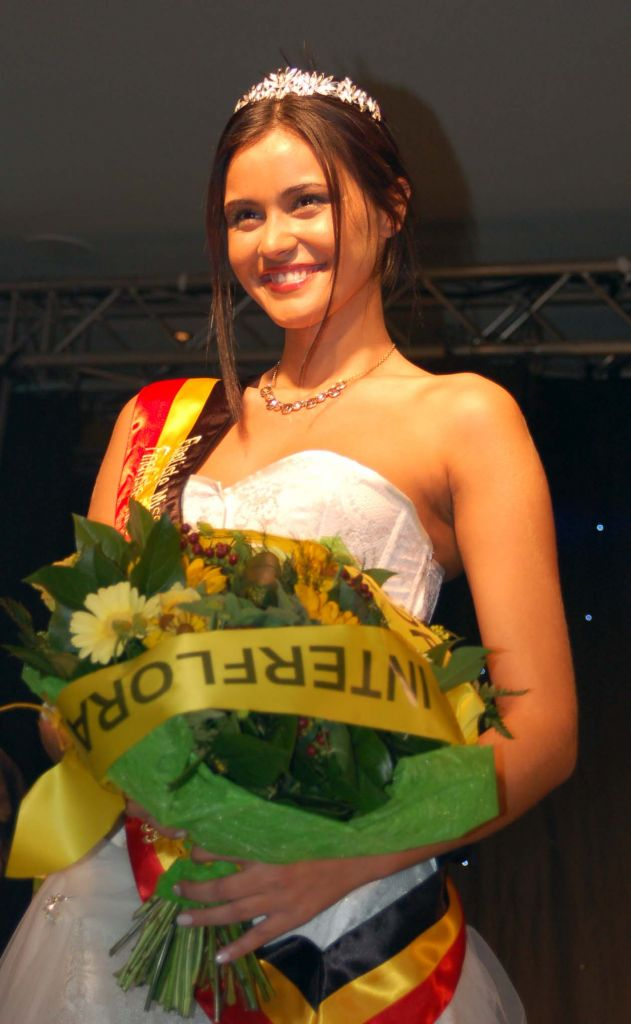
Zeynep Sever, Miss Belgique 2009.
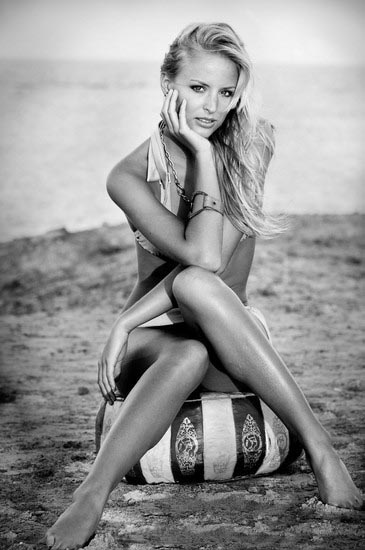
Alizée Poulicek, Miss Belgique 2008.
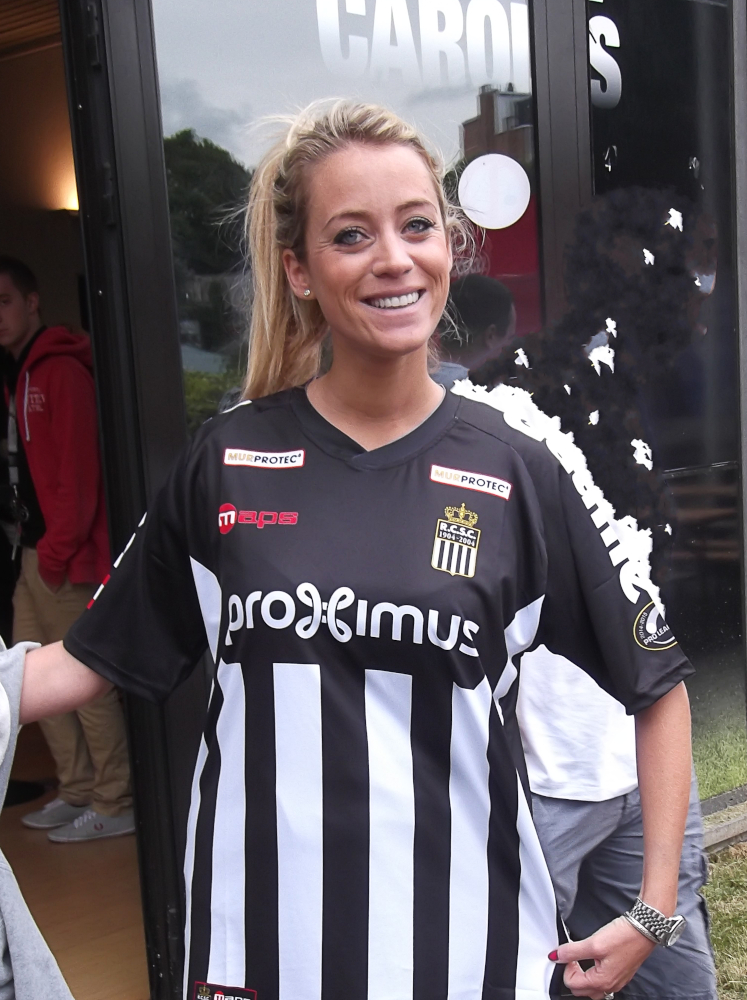
Emilie Dupuis, deuxième dauphine Miss Belgique 2006.
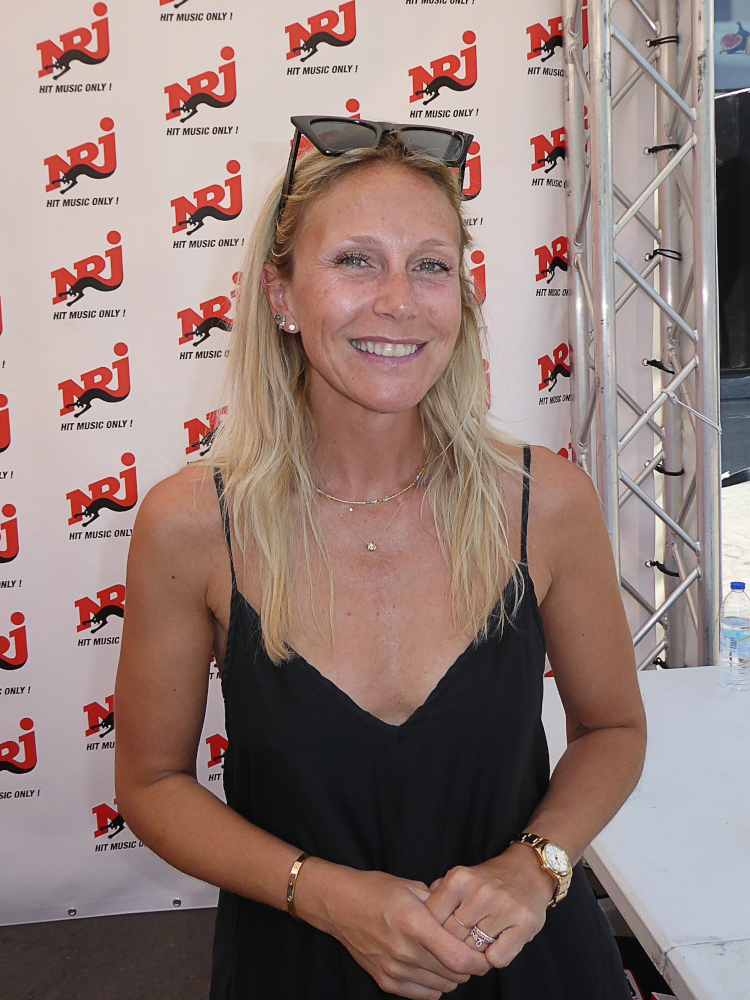
Julie Taton, Miss Belgique 2003.
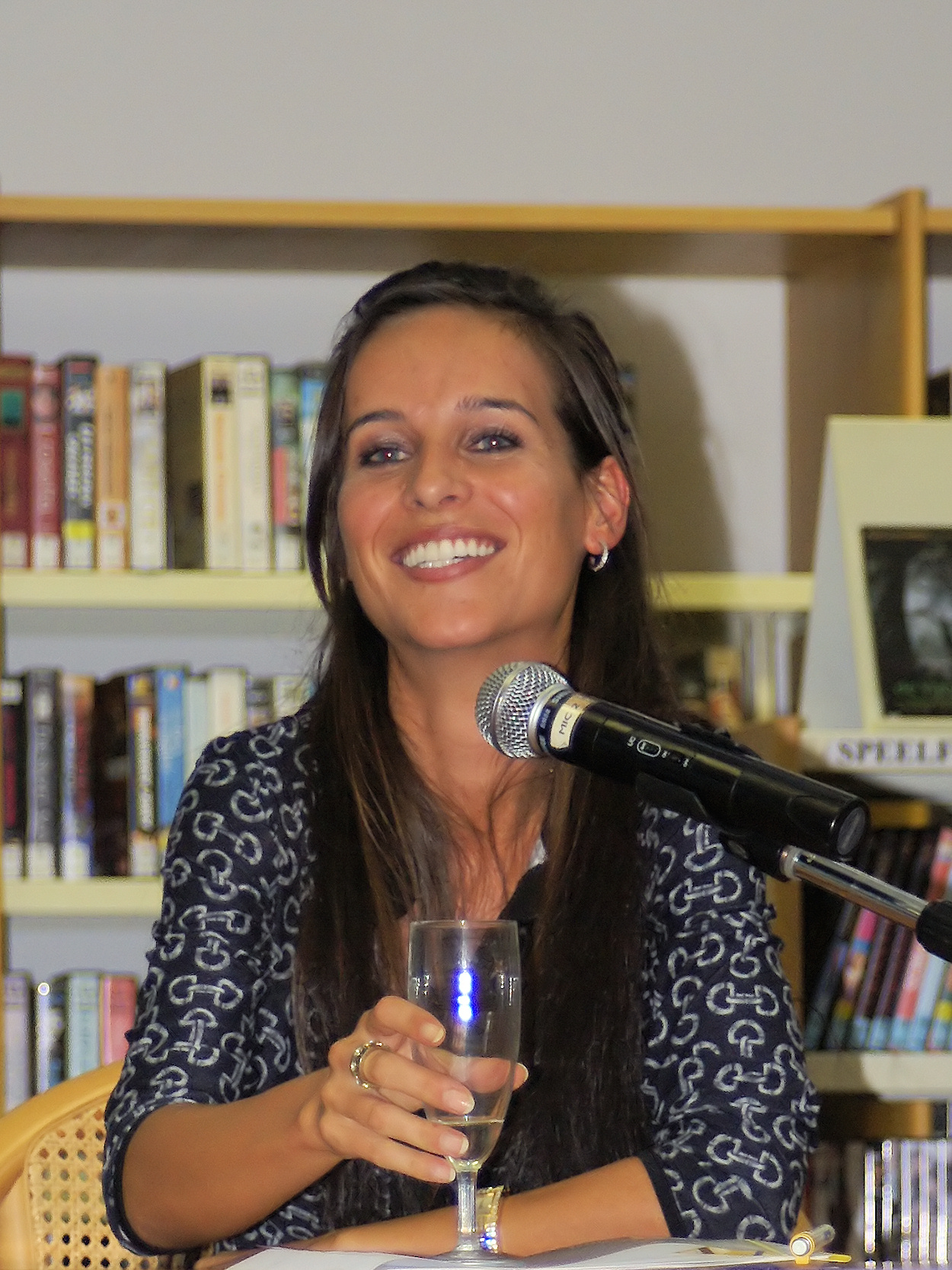
Ann Van Elsen, Miss Belgique 2002.
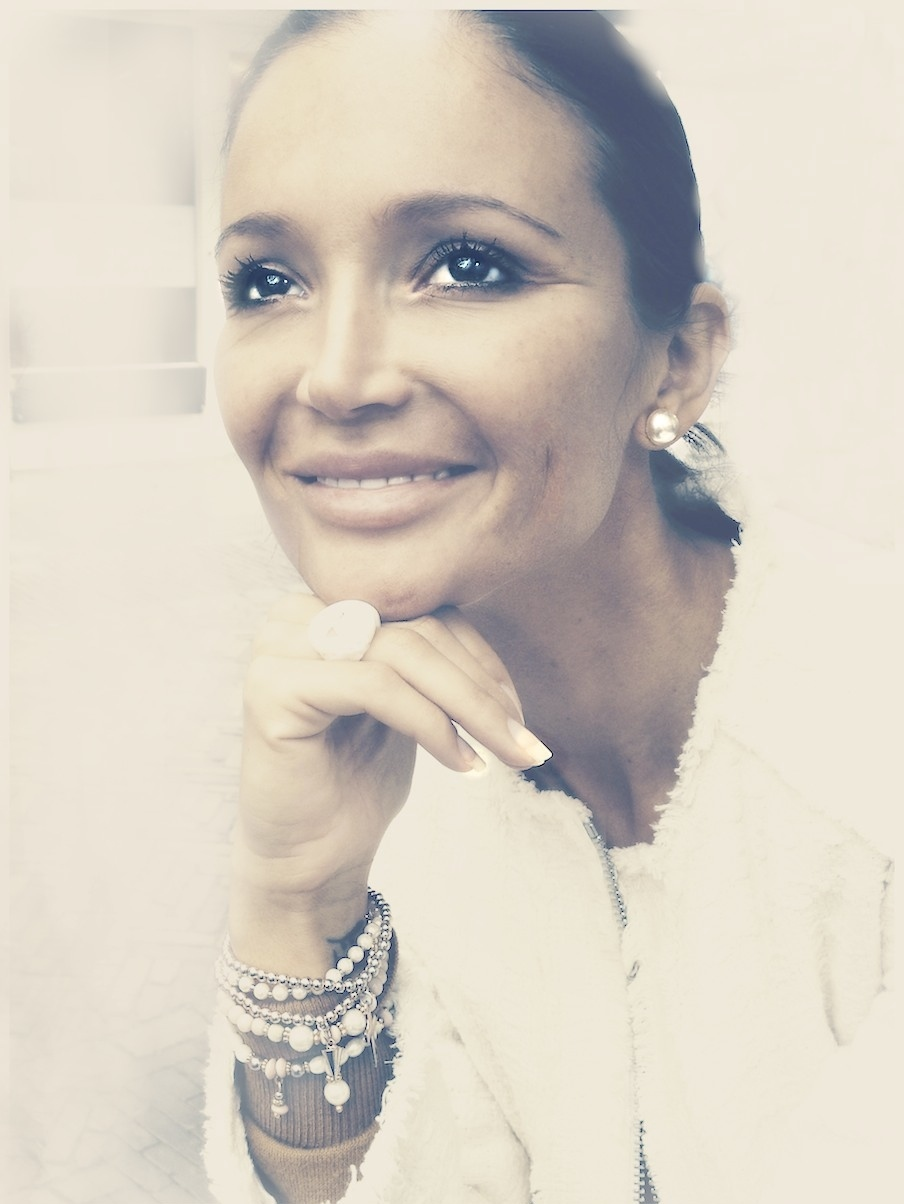
Brigitta Callens, Miss Belgique 1999.
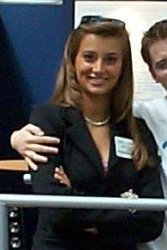
Véronique De Kock, Miss Belgique 1995.
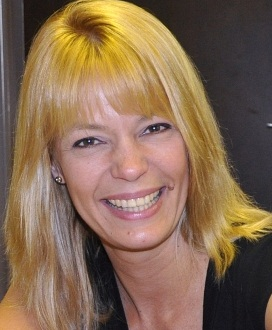
Anke Van dermeersch, Miss Belgique 1991.
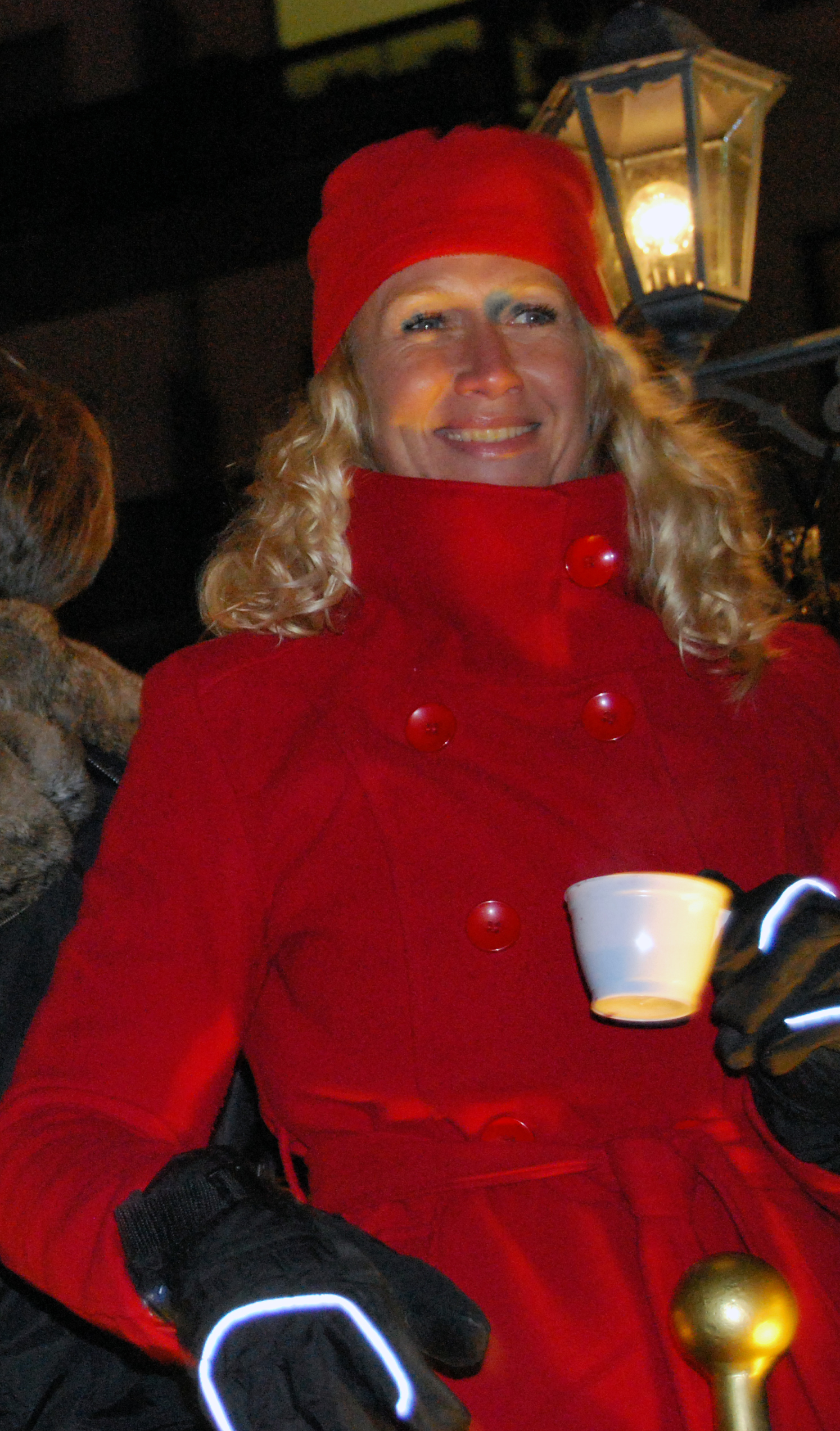
Anne De Baetzelier, Miss Belgique 1989.
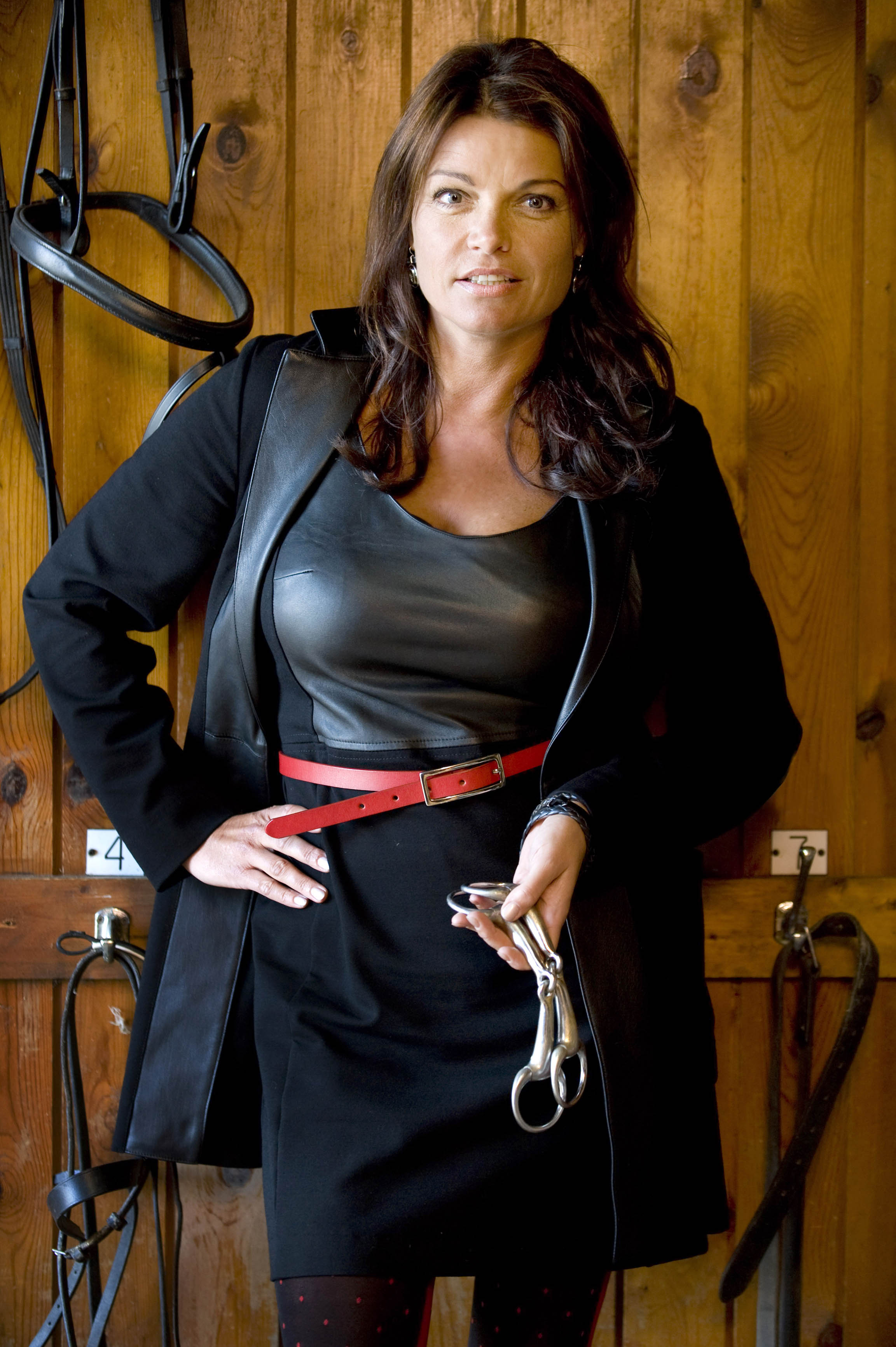
Goedele Liekens, Miss Belgique 1986.

## Nombres de gagnantes par province
| Province            | Titres | Années |
| ------------------- | ------ | --- |
| Anvers              | 21     | 1971, 1973, 1984, 1985, 1987, 1988, 1990, 1991, 1992, 1995, 1998, 1999, 2001, 2002, 2004, 2015, 2016, 2018, 2019, 2020, 2022 |
| Bruxelles           | 8      | 1976, 1977, 1978, 1981, 1982, 2005, 2009, 2012                                                                               |
| Liège               | 7      | 1970, 1974, 1975, 1979, 1997, 2008, 2013                                                                                     |
| Flandre-Occidentale | 5      | 1983, 1993, 2007, 2010, 2017                                                                                                 |
| Brabant flamand     | 4      | 1986, 1989, 1994, 2023 |
| Limbourg            | 4      | 1980, 2006, 2014, 2025 |
| Flandre-Orientale   | 3      | 2000, 2021, 2024 |
| Namur               | 1      | 2003 |
| Brabant wallon      | 1      | 1996 |
| Hainaut             | 1      | 1969 |
| Luxembourg          | 0      | |

## Représentation de la Belgique aux concours internationaux
Meilleurs classements de représentantes belges dans les concours internationaux :
- Classement à Miss Univers :
- Élue 4e dauphine de Miss Univers
  - Dominique Van Eeckhoudt (1981), Miss Belgique 1981.
- Classement à Miss International :
- Élue 1re dauphine de Miss International
  - Muriel Jane Rens (1987).
- Élue 2e dauphine de Miss International
  - Brigitte Maria Muyshondt (1978), Miss Belgique 1984.

## Miss Belle de Belgique (Miss Belgian Beauty)
La Miss est élue en fin d'année et règne donc toute l'année suivante. Le concours est suspendu depuis 2009 malgré des communiqués annonçant sa reprise.
| Année     | Miss Belgian Beauty | Province            |
| --------- | ------------------- | ------------------- |
| 1991/1992 | Rani De Coninck     | Flandre-Orientale   |
| 1992/1993 | Karina Beuthe       | Hainaut             |
| 1993/1994 | Karolien Taverniers | Bruxelles           |
| 1994/1995 | Petra Winckelmans   | Anvers              |
| 1995/1996 | Stefanie Van Vyve   | Flandre-Occidentale |
| 1996/1997 | Els Tibau           | Brabant flamand     |
| 1997/1998 | Liesbeth Van Bavel  | Flandre-Orientale   |
| 1998/1999 | Darline Vanheule    | Anvers              |
| 1999/2000 | Caroline Ex         | Anvers              |
| 2000/2001 | Eveline Hoste       | Flandre-Orientale   |
| 2001/2002 | Brunhilde Verhenne  | Flandre-Orientale   |
| 2002/2003 | Zsofi Horvath       | Anvers              |
| 2003/2004 | Sofie Grosemans     | Limbourg            |
| 2004/2005 | Cynthia Reekmans    | Limbourg            |
| 2005/2006 | Céline Du Caju      | Flandre-Orientale   |
| 2006/2007 | Anne-Marie Ilie     | Anvers              |
| 2007/2008 | Nele Somers         | Anvers              |
| 2008/2009 | Yoni Mous           | Anvers              |

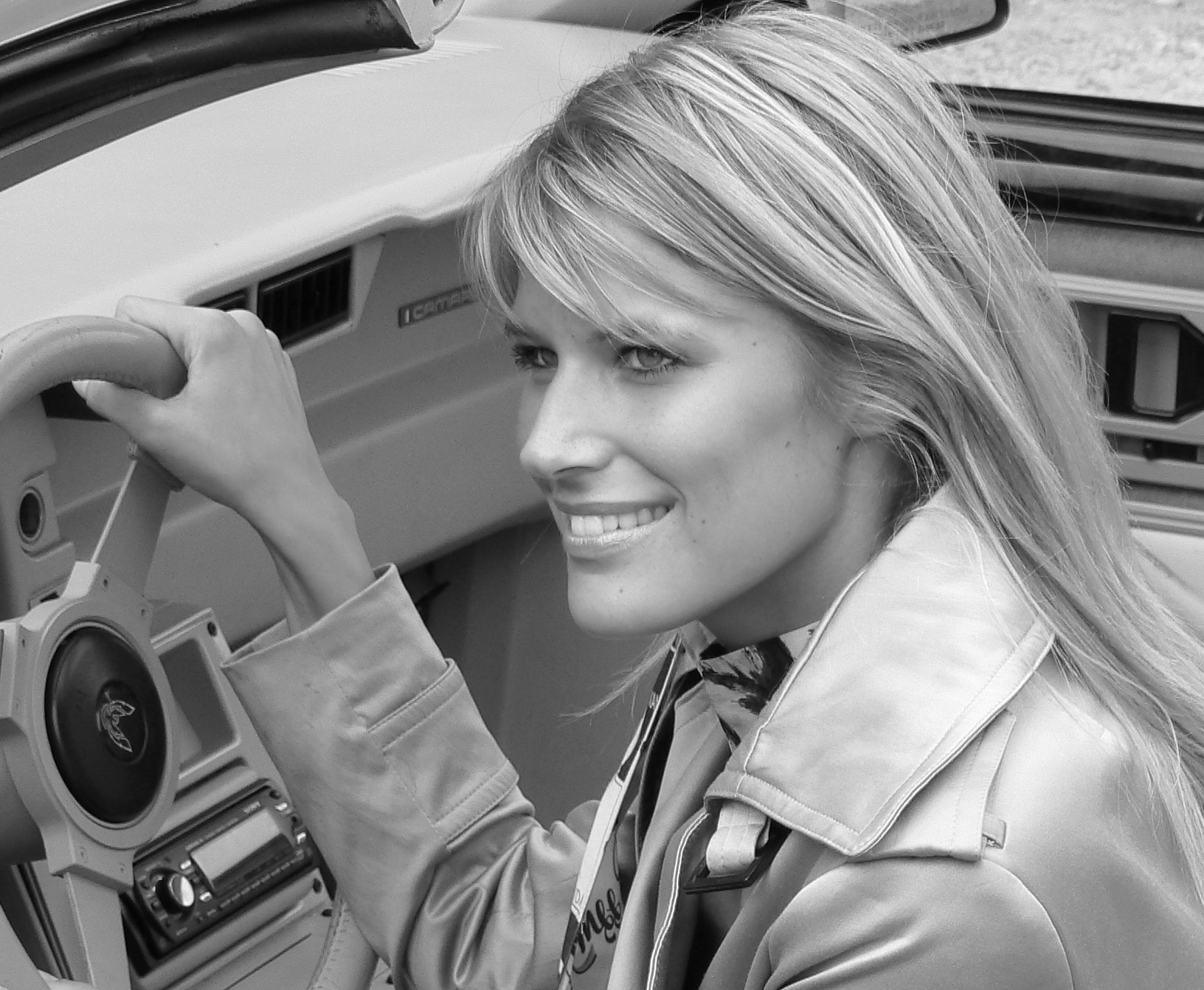
Nele Somers, Miss Belgian Beauty 2008.
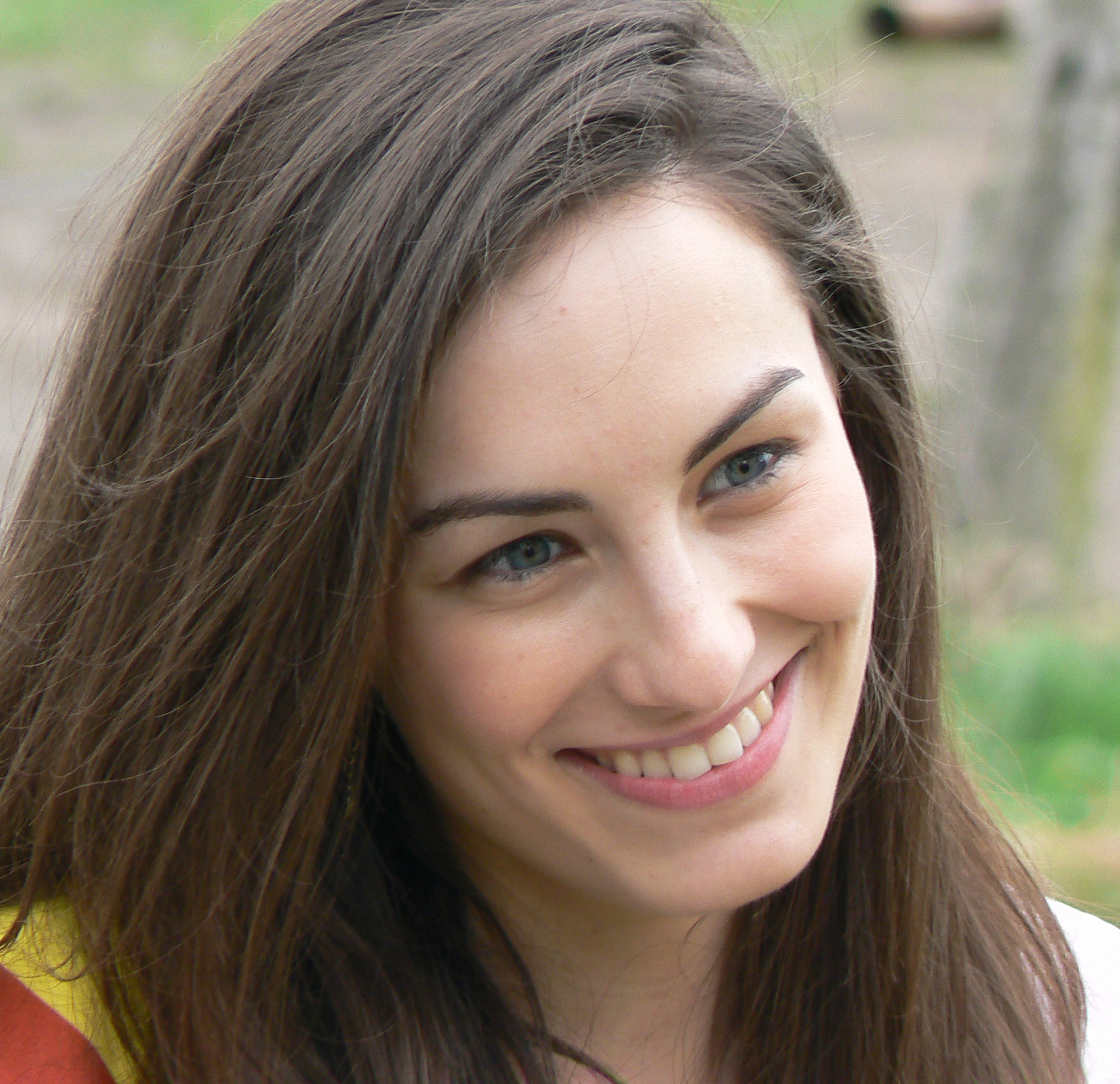
Anne-Marie Ilie, Miss Belgian Beauty 2007.
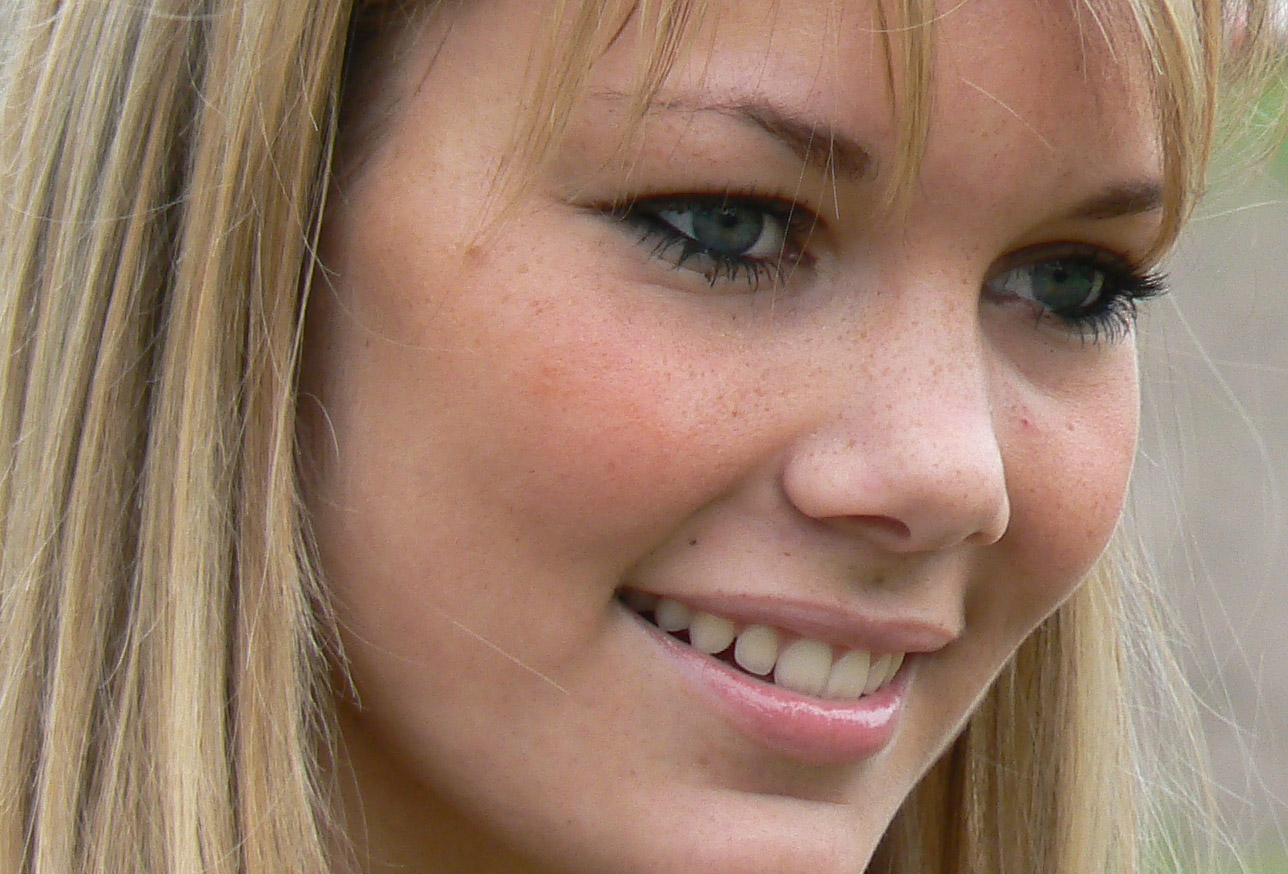
Céline Du Caju, Miss Belgian Beauty 2006.

## Diffusion en direct
Le tableau ci-dessous reprend les élections de ces dernières années.
| Année | Lieu du concours                             | Chaîne et présentation wallonne | Chaîne et présentation wallonne | Chaîne et présentation wallonne | Chaîne et présentation flamande | Chaîne et présentation flamande | Chaîne et présentation flamande |
| ----- | -------------------------------------------- | ------------------------------- | ------------------------------- | ------------------------------- | ------------------------------- | ------------------------------- | ------------------------------- |
| 2001  | Londerzeel                                   | RTL-TVI                         | Jean-Michel Zecca               | —                               | VTM                             | Francesca Vanthielen            | —                               |
| 2002  | Brussels Events Brewery Molenbeek-Saint-Jean | RTL-TVI                         | Jean-Michel Zecca               | —                               | VTM                             | Francesca Vanthielen            | —                               |
| 2003  | Bruxelles                                    | RTL-TVI                         | Jean-Michel Zecca               | —                               | VTM                             | Francesca Vanthielen            | —                               |
| 2004  | RTL Spiroudome de Charleroi                  | RTL-TVI                         | Jean-Michel Zecca               | Sandrine Corman                 | VTM                             | Francesca Vanthielen            | —                               |
| 2005  | Casino d'Ostende                             | RTL-TVI                         | Jean-Michel Zecca               | Sandrine Dans                   | VTM                             | Francesca Vanthielen            | Staf Coppens                    |
| 2006  | Bruxelles                                    | RTL-TVI                         | Jean-Michel Zecca               | —                               | VTM                             | Francesca Vanthielen            | —                               |
| 2007  | Bruxelles                                    | RTL-TVI                         | Jean-Michel Zecca               | —                               | VTM                             | Francesca Vanthielen            | —                               |
| 2008  | Lotto Arena d'Anvers                         | RTL-TVI                         | Jean-Michel Zecca               | —                               | VT4                             | Véronique De Kock               | —                               |
| 2009  | RTL Spiroudome de Charleroi                  | RTL-TVI                         | Jean-Michel Zecca               | —                               | VT4                             | Véronique De Kock               | —                               |
| 2010  | Casino de Knokke                             | RTL-TVI                         | Sandrine Corman                 | —                               | VT4                             | Véronique De Kock               | —                               |
| 2011  | Casino de Knokke                             | Club RTL et RTL-TVI             | Sandrine Corman                 | —                               | VijfTV                          | Véronique De Kock               | —                               |
| 2012  | Casino de Knokke                             | Star TV et RTL-TVI (web)        | Sophie Pendeville               | —                               | Life TV                         | Véronique De Kock               | —                               |
| 2013  | Casino de Knokke                             | AB3                             | Jean-Luc Bertrand               | —                               | Life TV                         | Véronique De Kock               | —                               |
| 2014  | Théâtre Proximus de La Panne                 | AB3                             | Patrick Ridremont               | —                               | Life TV                         | Véronique De Kock               | —                               |
| 2015  | Théâtre Proximus de La Panne                 | AB3                             | Patrick Ridremont               | —                               | MENT TV                         | Véronique De Kock               | —                               |
| 2016  | Théâtre Proximus de La Panne                 | AB3                             | Patrick Ridremont               | Noémie Happart                  | FOX                             | Véronique De Kock               | Justine de Jonckheere           |
| 2017  | Théâtre Proximus de La Panne                 | AB3                             | Patrick Ridremont               | Noémie Happart                  | FOX                             | Véronique De Kock               | Justine de Jonckheere           |
| 2018  | Théâtre Proximus de La Panne                 | AB3                             | Patrick Ridremont               | Noémie Happart                  | FOX                             | Véronique De Kock               | Justine de Jonckheere           |
| 2019  | Théâtre Proximus de La Panne                 | AB3                             | Patrick Ridremont               | —                               | FOX                             | Virginie Claes                  | —                               |
| 2020  | Théâtre Proximus de La Panne                 | RTL Play                        | Gaëtan Bartosz                  | —                               | FOX                             | Virginie Claes                  | —                               |
| 2021  | Théâtre Proximus de La Panne                 | RTL Play                        | Jill Vandermeulen               | —                               | FOX                             | Virginie Claes                  | —                               |
| 2022  | Théâtre Proximus de La Panne                 | Sudinfo (web)                   | Gaëtan Bartosz                  | —                               | FOX                             | Virginie Claes                  | —                               |
| 2023  | Théâtre Proximus de La Panne                 | Sudinfo (web)                   | Gaëtan Bartosz                  | —                               | EclipsTv                        | Virginie Claes                  | —                               |
| 2024  | Théâtre Proximus de La Panne                 | Sudinfo (web)                   | Gaëtan Bartosz                  | —                               | EclipsTv                        | Virginie Claes                  | —                               |